# Dio ce l'ha dato, guai a chi lo tocca
Dio ce l'ha dato, guai a chi lo tocca (Brother's Keepers) è un romanzo di Donald E. Westlake del 1975, tradotto in Italia nello stesso anno. Anche se l'autore è specializzato nel genere giallo-umoristico, in questo caso il romanzo non ha che una lievissima sfumatura di mystery (infatti, a differenza degli altri titoli dello stesso decennio non è stato pubblicato nella collana Il Giallo Mondadori); ma mantiene inalterato il garbato umorismo che aveva determinato il successo della fortunata serie di Dortmunder e soci. Particolarmente significativa è l'ambientazione newyorkese, come già in altri romanzi di Westlake: diverse pagine sono dedicate ad una efficace rappresentazione delle parti della città, viste attraverso gli occhi ingenui del frate protagonista e narratore interno. 

## Trama
Nel mezzo di Manhattan, vicino a Park Avenue, sorge l'anacronistico convento dell'ordine dei frati di San Crispino, dove sedici confratelli passano la vita a meditare sul significato del Viaggio. Il terreno su cui sorge l'edificio, però, è concesso ai religiosi solo in affitto, per la durata di 99 anni; un giorno, per pura coincidenza, questi scoprono che il contratto scadrà entro poche settimane e il proprietario del terreno, Dan Flattery, intende vendere il convento alla immobiliare DIMP che lo demolirà per costruire al suo posto un grattacielo per uffici. Ne conseguono eroicomiche avventure per tentare di salvare il convento.